# Martin Visbeck

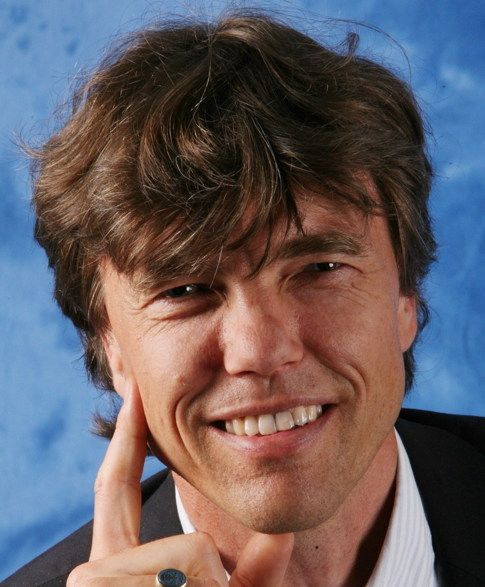
Martin Visbeck

Martin Visbeck (* 21. März 1963 in Braunschweig) ist ein deutscher Ozeanograph und Klimaforscher.

## Leben
Martin Visbeck bestand sein Abitur 1982 am Gymnasium Soltau, studierte dann von 1982 bis 1989 an der Christian-Albrechts-Universität zu Kiel und erhielt 1989 sein Diplom in physikalischer Ozeanographie. Von 1989 bis 1993 absolvierte er sein Aufbaustudium in physikalischer Ozeanographie am Institut für Meereskunde (IfM) in Kiel.

## Schaffen

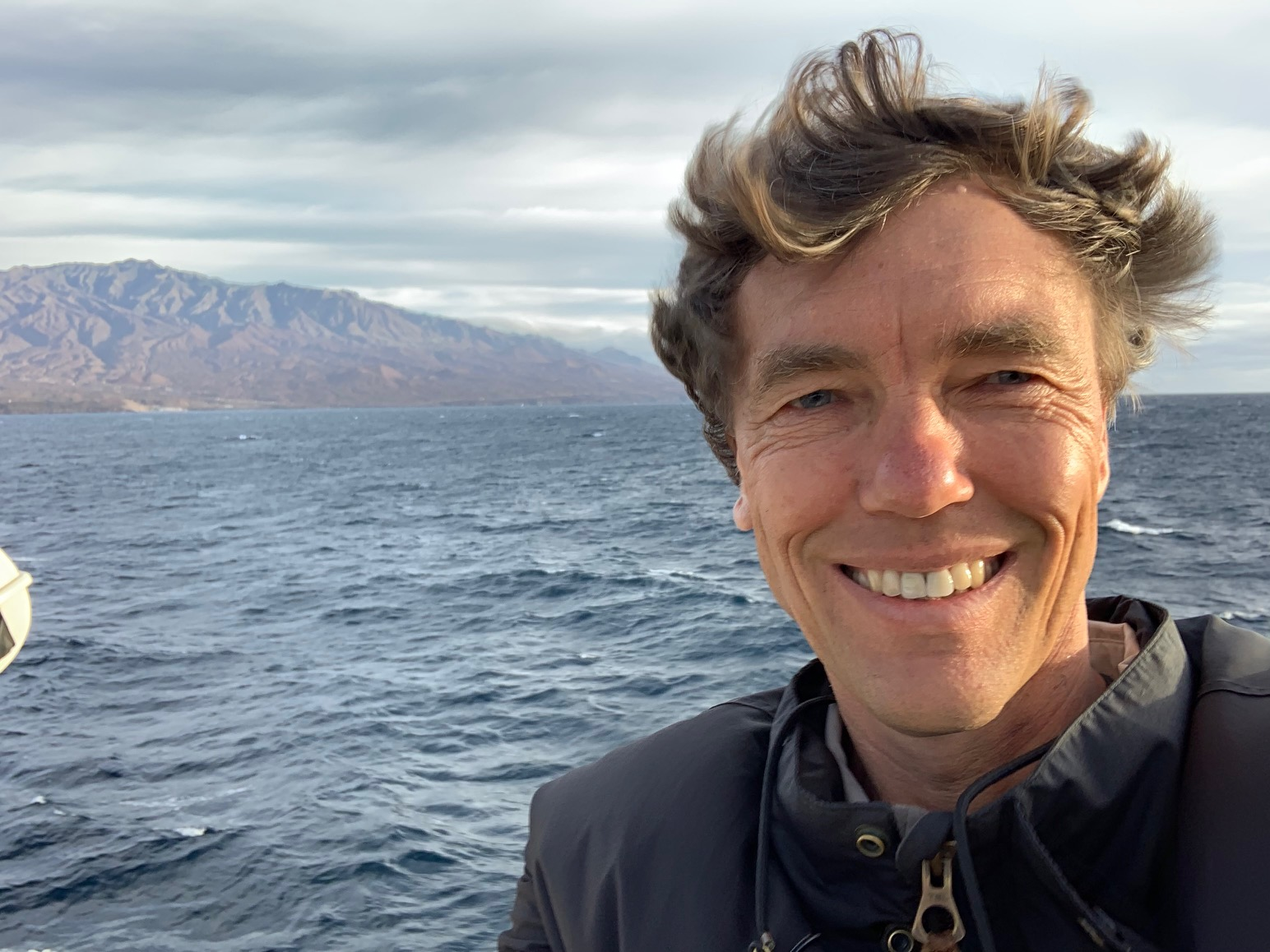
Martin Visbeck auf Expedition bei den Kapverdischen Inseln

In den Jahren 1994 bis 1995 verbrachte er im Anschluss an seine Promotion einige Zeit am Massachusetts Institute of Technology (MIT) in Cambridge, USA. Von 1995 bis 2004 war er an der Columbia University in New York, USA, u. a. als Professor angestellt und erhielt dort am Institut der Erd- und Umweltwissenschaften die sogenannte „Storke-Doherty Lectureship“. Zwischen 1998 und 1999 war er als Gastwissenschaftler bei der „Commonwealth Scientific and Industrial Research Organisation“ (CSIRO) in Hobart, Australien. Seit 2004 ist er Professor für physikalische Ozeanographie, am heutigen GEOMAR Helmholtz-Zentrum für Ozeanforschung Kiel. 2007 wurde er zum Sprecher des Exzellenzclusters „Ozean der Zukunft“ gewählt und hat diese Position immer noch inne. Zwischen 2007 und 2011 war er Stellvertretender Direktor des Leibniz-Institut für Meereswissenschaften in Kiel.
Martin Visbecks Forschungsschwerpunkt liegt im Bereich der Ozean- und Klimavariabilität mit einem starken Fokus auf die Zirkulation des subpolaren Nordatlantiks und der subtropischen Sauerstoffminimumzonen. Zur Datenerfassung und Weiterentwicklung der Beobachtungsmöglichkeiten ozeanischer Zirkulation greift Visbeck auf Expeditionen von Forschungsschiffen und zunehmend auch auf die Möglichkeiten moderner Robotik-Plattformen, wie zum Beispiel Unterwassergleiter, zurück. Visbeck ist an der Entwicklung von Langzeitobservatorien der ozeanischen Wassersäule beteiligt. Ziel ist es unter anderem die großräumige Ozeanzirkulation aller Tiefenbereiche, physikalische Prozesse des Ozeans, deren Auswirkungen auf Strömungen, Tiefenwasserbildung und den ozeanischen Transport von Wärme und Frischwasser sowie deren Wechselwirkungen mit biologischen und chemischen Prozessen besser verstehen zu können.

## Ausgewählte Publikationen
- Keeling, R.F., Visbeck, M. (2011) On the Linkage between Antarctic Surface Water Stratification and Global Deep-Water Temperature. J. Clim. 24 (14), 3545 – 3557, doi:10.1175/2011JCLI3642.1.
- Visbeck, M. (2008) From Climate assessment to climate services. Nat. Geosci. 1, 1 – 2.
- Hurrell, J.W., Kushnir, Y., Visbeck, M. (2001) The North Atlantic Oscillation. Science 291 (5504), 603 – 605.[4]

## Forschungsprojekte
- 2005–2012 NORDATLANTIK: Labrador Sea Boundary Current Timeseries
- 2008–2011 SFB 754:'Climate-Biogeochemistry Interactions in the Tropical Oceans', Leiter des SP:'Dipycnal Mixing and Along Slope Spreading at the Southern Rim of the Guinea Upwelling Region: A Tracer Release Experiment'
- 2009–2012 THOR: 'Thermohaline Overturning – at Risk'
- 2011 MoLab – Ein modulares multidisziplinäres Meeresbooden-Observatorium
- 2011–2014 Gliders for Research, Ocean Observation & Management[4]

## Ehrungen und Auszeichnungen
- 1993 Promotionsanschließendes Forschungsstipendium, NOAA-OGP's „Global and Climate Program“
- 1997 „Storke-Doherty Lectureship“, Lamont-Doherty Earth Observatory, Columbia University in New York, USA
- 1999 DEES „Outstanding Teacher“
- 2003 Tenure at Columbia University
- 2008 Guest Professor, Ocean University, Qingdao, China
- 2009 CIMAS Visiting Scientist Award, University of Miami, USA[3][4]
- 2019 Henry Stommel Research Award

## Gremien
International:
- seit 2011 Member of the ICSU Transition Team, the interim governing body of the new global sustainability initiative „Future Earth“
- seit 2010 Member of AGU Ocean Science Section Executive Committee
- 2008–2009 Vorsitzender des Organisationsausschusses der Weltklimakonferenz 3 (WCC-3)
- seit 2007 Co-Chair of CLIVAR Scientific Steering Group
- seit 2006 IOC working group Advisory Body of Experts on the Law of the Sea
- seit 1999 NOAA-OAR/OGP Climate observing system council
- 2008–2009 Mitglied im Science and Innovation Strategic Board (NERC, UK)
- 2005–2010 Mitglied in der RAPID Steering Group (NERC, UK)
- 2005–2009 Mitglied in GEO (Group on Earth Observations) science and technology
- 2004–2005 COPES Task Force WCRP
- 2000–2006 International CLIVAR Atlantic Sector Implementation Panel (chair)
- 1999–2004 US-CLIVAR Atlantic Sector Implementation Panel (co-chair with J. Hurrell)
- 1998–2004 NOAA-OGP Global and Climate Change advisory panel, USA

National:
USA:
- 2001–2002 NOAA-OGP Climate Change Data and Detection advisory panel
- 2000–2001 Nat. Academy of Sciences: Organizing Committee for the 13th annual Frontiers of Science Symposium
- 1999–2004 US-CLIVAR Atlantic Sector Implementation Panel (co-chair with J. Hurrell)
- 1998–2004 NOAA-OGP Global and Climate Change advisory panel

Deutschland:
- seit 2009 Stellvertretender Sprecher des Nationalen Komitees für Global Change Forschung
- seit 2007 Sprecher des Exzellenzclusters „Ozean der Zukunft“, Christian-Albrechts-Universität zu Kiel
- seit 2007 Mitglied der „DFG Senatskommission für Ozeanographie“
- seit 2007 Sprecher des Kiel Earth Institute
- seit 2004 Steuergruppe BMBF Verbundprojekt „NORDATLANTIK“
- 2008–2012 gewähltes Mitglied des DFG Fachkollegiums für Atmosphären- und Meeresforschung
- 2006–2008 Steuergruppe „Mittelgroße Forschungsschiffe“ der Bund-Länder-Arbeitsgruppe „Deutsche Forschungsflotte“[3]